# استفان هودت
 استفان هودت (انگلیسی: Stéphane Houdet؛ زادهٔ ۲۰ نوامبر ۱۹۷۰) یک تنیس‌باز اهل فرانسه است.